# Джон Огродник
Джон Огродник (англ. John Ogrodnick; нар. 20 червня 1959, Оттава) — канадський хокеїст, що грав на позиції крайнього нападника. Грав за збірну команду Канади.
Провів понад 900 матчів у Національній хокейній лізі. 

## Ігрова кар'єра
Хокейну кар'єру розпочав 1976 року.
1979 року був обраний на драфті НХЛ під 66-м загальним номером командою «Детройт Ред-Вінгс». 
Протягом професійної клубної ігрової кар'єри, що тривала 15 років, захищав кольори команд «Адірондак Ред-Вінгс», «Детройт Ред-Вінгс», «Квебек Нордікс» та «Нью-Йорк Рейнджерс».
Загалом провів 969 матчів у НХЛ, включаючи 41 гру плей-оф Кубка Стенлі.
Виступав за збірну Канади.

## Нагороди та досягнення
- Володар Меморіального кубка в складі «Нью-Вестмінстер Брюїнс» — 1977, 1978.
- Трофей Джима Пігготта (ЗХЛ) — 1978.
- Перша команда всіх зірок НХЛ — 1985.
- Учасник матчу усіх зірок НХЛ — 1981, 1982, 1984, 1985, 1986.

## Статистика
| Сезон        | Клуб                     | Ліга         | Регулярний сезон | Регулярний сезон | Регулярний сезон | Регулярний сезон | Регулярний сезон | Плей-оф | Плей-оф | Плей-оф | Плей-оф | Плей-оф |
| Сезон        | Клуб                     | Ліга         | І                | Г                | П                | О                | ШХ               | І       | Г       | П       | О       | ШХ      |
| ------------ | ------------------------ | ------------ | ---------------- | ---------------- | ---------------- | ---------------- | ---------------- | ------- | ------- | ------- | ------- | ------- |
| 1976–77      | «Мейпл Рідж Брюїнс»      | БКХЛ         | 67               | 54               | 56               | 110              | 63               | —       | —       | —       | —       | —       |
| 1976–77      | «Нью-Вестмінстер Брюїнс» | ЗКХЛ         | 14               | 2                | 4                | 6                | 0                | 14      | 3       | 3       | 6       | 2       |
| 1977–78      | «Нью-Вестмінстер Брюїнс» | ЗКХЛ         | 72               | 59               | 29               | 88               | 47               | 21      | 14      | 7       | 21      | 14      |
| 1978–79      | «Нью-Вестмінстер Брюїнс» | ЗХЛ          | 72               | 48               | 36               | 84               | 38               | 6       | 2       | 0       | 2       | 4       |
| 1979–80      | «Адірондак Ред-Вінгс»    | АХЛ          | 39               | 13               | 20               | 33               | 21               | —       | —       | —       | —       | —       |
| 1979–80      | «Детройт Ред-Вінгс»      | НХЛ          | 41               | 8                | 24               | 32               | 8                | —       | —       | —       | —       | —       |
| 1980–81      | «Детройт Ред-Вінгс»      | НХЛ          | 80               | 35               | 35               | 70               | 14               | —       | —       | —       | —       | —       |
| 1981–82      | «Детройт Ред-Вінгс»      | НХЛ          | 80               | 28               | 26               | 54               | 28               | —       | —       | —       | —       | —       |
| 1982–83      | «Детройт Ред-Вінгс»      | НХЛ          | 80               | 41               | 44               | 85               | 30               | —       | —       | —       | —       | —       |
| 1983–84      | «Детройт Ред-Вінгс»      | НХЛ          | 64               | 42               | 36               | 78               | 14               | 4       | 0       | 0       | 0       | 0       |
| 1984–85      | «Детройт Ред-Вінгс»      | НХЛ          | 79               | 55               | 50               | 105              | 30               | 3       | 1       | 1       | 2       | 0       |
| 1985–86      | «Детройт Ред-Вінгс»      | НХЛ          | 76               | 38               | 32               | 70               | 18               | —       | —       | —       | —       | —       |
| 1986–87      | «Детройт Ред-Вінгс»      | НХЛ          | 39               | 12               | 28               | 40               | 6                | —       | —       | —       | —       | —       |
| 1986–87      | «Квебек Нордікс»         | НХЛ          | 32               | 11               | 16               | 27               | 4                | 13      | 9       | 4       | 13      | 6       |
| 1987–88      | «Нью-Йорк Рейнджерс»     | НХЛ          | 62               | 22               | 32               | 54               | 16               | —       | —       | —       | —       | —       |
| 1988–89      | «Денвер Рейнджерс»       | ІХЛ          | 3                | 2                | 0                | 2                | 0                | —       | —       | —       | —       | —       |
| 1988–89      | «Нью-Йорк Рейнджерс»     | НХЛ          | 60               | 13               | 29               | 42               | 14               | 3       | 2       | 0       | 2       | 0       |
| 1989–90      | «Нью-Йорк Рейнджерс»     | НХЛ          | 80               | 43               | 31               | 74               | 44               | 10      | 6       | 3       | 9       | 0       |
| 1990–91      | «Нью-Йорк Рейнджерс»     | НХЛ          | 79               | 31               | 23               | 54               | 10               | 4       | 0       | 0       | 0       | 0       |
| 1991–92      | «Нью-Йорк Рейнджерс»     | НХЛ          | 55               | 17               | 13               | 30               | 22               | 3       | 0       | 0       | 0       | 0       |
| 1992–93      | «Адірондак Ред-Вінгс»    | АХЛ          | 4                | 2                | 2                | 4                | 0                | —       | —       | —       | —       | —       |
| 1992–93      | «Детройт Ред-Вінгс»      | НХЛ          | 19               | 6                | 6                | 12               | 2                | 1       | 0       | 0       | 0       | 0       |
| Усього в НХЛ | Усього в НХЛ             | Усього в НХЛ | 928              | 402              | 425              | 827              | 260              | 41      | 18      | 8       | 26      | 6       |